# Свети Никола (Долен)
Вижте пояснителната страница за други значения на Свети Никола.
„Свети Николай“ или „Свети Никола“ е възрожденска църква в чечкото село Долен, България, част от Неврокопската епархия на Българската православна църква. Обявена е за паметник на културата с местно значение.

## История
Църквата е построена в 1834 година, като е градена единствено през нощта. В двора е построено и килийно училище, което по-късно е разрушено. Градежът е от ломени камъни и дървени сантрачи.
В народната памет е съхранена и легендата за използването на хитрост със заравяне на икона с образа на Св. Никола от чорбаджията Коста Пърделски, която е в основата на мотивацията за полученото разрешение от местната османска власт.
Легендата разказва, че преди построяването на църквата, доленци черкували в гробищната църква. С нарастване на благосъстоянието им, българите пожелали да се построи храм в селото, но османците се възпротивили, тъй като християните вече разполагали с църква. Това е причината уважаваният от всички Коста Пърделски да прибегне до хитрост. Той заровил в ливадата си икона с образа на Св. Никола. След няколко години дядо Коста се явил при селския кмет (турчин) и му разказал, че някакъв дух го мъчи нощно време, не му дава да спи и му заповядва да отиде да копае на ливадата и, където намери нишан, да построи храм. Кметът три пъти гонил чорбаджията, докато най-накрая се съгласил при следните условия – ако има нишан, ще съдейства за строеж на храм, ако няма, чорбаджи Коста Пърделски ще бъде обезглавен. На следващия неделен ден цялото село – и българи, и турци, се събрали, а дядо Коста започнал да копае на различни места в края на ливадата, но нищо не намирал. При последния опит точно в центъра на ливадата извадил иконата.
Според друго предание българите чрез делегация в Цариград успяват да издействат ферман.
Цялото население се включва в строителството, което продължава от 1834 до 1837 година.
В двора в днес разрушената сграда на килийното училище, в 1866 година отваря врати и новобългарско училище.
В 1937 година на изток от храма е построена костница. Две години по-късно, в 1939 година на западната фасада е пристроена камбанария.

## Архитектура
В архитектурно отношение е трикорабна псевдобазилика с полукръгла апсида на изток, притвор на запад и покрив от каменни плочи на две води. Покривът е двускатен, покрит с каменни плочи.
Входовете на храма са два – от север и запад.

## Интериор
В храма има стенописи на южната и северната стена на наоса. Изписването им датира в 1887 – 1888 година и е дело на Мино и синовете му Марко и Теофил Минови. Изпълнени с груб рисунък и имат ярък колорит, а образите са еднотипни. В сцената „Страшния съд“ на южната стена има детайли от ежедневния бит. Зографите не следват стриктно иконографския канон и използват нравоучителни сюжети и навлизат в битови детайли. Дело на Минови са и южната и северната врата на иконостаса, изпълнени в 1888 г.
Иконостасът е таблен, рисуван, с частична резба по венчилката, царските двери и кръжилото. Резбата на венчиллката е проста, едра и оцветена. На дверите е висока, а в горната част е и ажурна. На цокълните табла, традиционно, са изобразени букети и сцени от „Шестоднева“. Иконите от царския, празничния и апостолския ред са дело на Георги Филипов от Дебърско – „Свети Георги“ (1835), „Света Богородица“, „Възнесение Илиево“, „Свети Никола“, „Св. св. Петър и Павел“, Свети Атанасий и други. Дело на Филипов са и преносими икони, датирани 1835 година. Иконите на Филипов са със стабилна линия на рисунъка и характерен колорит с чисти тонове без нюанси. Образите са плоски и декоративни. Две от царските икони са на Серги Георгиев – „Света Богородица Царица небесна“ и „Исус Христос Велик Съдия“, на която има подпис: „1864 δεκεμ 29 διά χειρός Στεργουγ. ζ. εν Νευροκοπι“. Дело на Георгиев е и иконата „Убрус“ над дверите, датирана в 1857 година.
На царския ред отляво надясно стоят иконите „Свети Георги“, „Възнесение на Свети Илия“, „Свети Никола“ – патрон на храма, „Свети Йоан Кръстител“, „Архангел Михаил“, „Свети Димитър“. Част от рамките стоят празни, тъй като в различни години иконите са откраднати.
Празничният ред се състои от тринадесет икони. Част от иконите са откраднати, а други са „прибрани на сигурно (неизвестно) място”. Празниците, намерили място в този ред, са предимно от Големите Господни празници. Запазени са иконите на Благовещение, Рождество Христово, Възнесение Господне, Успение Богородично, Кръщение Христово и др.
Върху таблите на цокълния ред са изобразени букети и сцените от „Шестоднева“ са „Изгонването на Адам и Ева от Рая“; „Адаме, где си“; „Грехопадението", „Сътворението", „Създаването на Адам", „Създаването на Ева“. Върху вратите са изобразени „Жертвите на Кайн и Авел“ и „Архангел Михаил взима душата на богатия“.
Подът на храма е настлан с мраморни плочи. Върху една от тях има релефно изображение на двуглав коронован орел. Вътрешното осветление става чрез четири високо поставени прозореца на северната и южната стена. Трите кораба са разделени от две колонади, като колоните са свързани с дъговидни арки. Балконът на женската църква е с кобилична извивка напред, а парапетът му е кошовиден, облепен с летвени апликации и рисувани цветни букети. Олтарните ниши са 7 – апсидата, дяконикон, проскомидия и още четири. Таванът на сресния кораб е тъмносин и в двоен кръгъл медальон е изобразен Христос Вседържител. Другите два тавана са касетирани, многоцветни и имат апликирани розети.
Емпорията е наддадена към наоса с плавна кобилична извивка и завършва с кошовиден парапет. Таванът на централния кораб е оцветен в тъмносиньо и осеян със звезди, като символ на божественото небе. В медальон е изписан допоясно Христос Вседържител. Страничните тавани са касетирани, полихромни и с апликирани осмоъгълни розети, като в центъра са рисувани цветни букети.
Стенописите с евангелския цикъл са в напреднал стадий на разрушение. Има няколко сцени, които са напълно унищожени. Сред оцелелите стенописи могат да се видят само Тайната вечеря, Предателството на Иуда, Христос на съд при Анна и Кайяфа, Христос на съд при Пилат, Обесването на Юда, Поругание Христово, Приковаване на кръста, Разпятие Христово.
Върху северната стена на храма, непосредствено до олтара, са разположени образите на Св. св. Константин и Елена. 
Под него са разположени популярните през Възраждането пана със сцени, отразяващи наказанията на грешниците – пиянство, сребрелюбство, блудство, клеветничество, лъжесвидетелство, убийство, кражба, кражба от църквата, изоставяне на съпруг или съпруга, идолопоклонство, завист, гордост, чревоугодничество, душегубство, отчаяние, „играещи хоро нехарно” и др.
На южната стена са изобразени и традиционните за българската възрожденска живопис образи на славянските първоучители Кирил и Методий. Двамата братя са изобразени като архиереи. И двамата са с дълги бели бради и митри. Свети Кирил е с архиерейски жезъл, а Методий държи книга. Двамата заедно държат разгърнат свитък с българската азбука. Техните образи са разположени на архитектурен фон, над свитъка има постамент с различни уреди – символи на просветата и науката, като ножици, пергел и книги.
Южната и северната иконостасни врати са изпълнени през 1888 година от зографите на стенописите (архидякон Стефан). По царските двери резбата е изпълнена в техниката на високия релеф, а в горната им част е ажурна. В два медальона са разположени традиционните изображения на Св. Богородица и архангел Гаврил от сцената Благовещение. Основният декоративен мотив е лозницата и гроздовете, които са и ярко оцветени, те запълват пространството между отделните живописни полета. В долната част на вратите има два гълъба.
Изцяло резбовани са владишкият трон, амвонът, проскинитарият и балдахинът над Светия престол. Резбата е дело на добър майстор, умеещ да композира елементите и да балансира високия и ниския релеф. В храма има и рисувано разпятие.

## Галерия
- Апсидата
- Таванът
- Стенопис на Страшния съд
- Стенописи
- Стенописи
- Интериор на църквата
- Олтарните врати
- Дърворезби